# Петра (дем Катерини)
Вижте пояснителната страница за други значения на Петра.
Петра или Локово (на гръцки: Πέτρα, до 1950 година Λόκοβη, Локови) е село в Северна Гърция, в дем Катерини, област Централна Македония.

## География
Селото е разположено на 520 m надморска височина в северното подножие на планината Олимп, на 28 km западно от град Катерини и Бяло море. В близост до селото е разположен Петренският манастир „Въведение Богородично“, център на олимпийската Петренска епархия, съществувала до 1896 година.

## История
В XIX век Локово е гръцко село в Катеринската каза на Османската империя. В църквата „Свети Георги“ има икона на Събранието на Апостолите, която е дело на кулакийски майстор от втората половина на XIX век.
В 1913 година след Междусъюзническата война Локово остава в Гърция. За пръв път е регистрирано в преброяванията в 1940 година. В 1950 година е прекръстено на Петра, по името на манастира.
| Година    | 1913 | 1920 | 1928 | 1940 | 1951 | 1961 | 1971 | 1981 | 1991 | 2001 | 2011 | 2021 |
| --------- | ---- | ---- | ---- | ---- | ---- | ---- | ---- | ---- | ---- | ---- | ---- | ---- |
| Население |      |      |      | 105  | 149  | 190  | 149  | 80   | 78   | 64   | 37   | 33   |